# Beatrice Lorenzin
Beatrice Lorenzin (Roma, 14 de octubre de 1971) es una política italiana, que ha sido la ministra de Salud desde el 28 de abril de 2013.

## Carrera
Lorenzin fue miembro de del Partido de Libertad desde 1996. Fue elegida por el ayuntamiento de Roma en octubre de 1997. En abril de 1999 se convirtió en la coordinadora regional de Lazio, del movimiento de juventud del Partido. En mayo de 2001,  fue elegida por el ayuntamiento de Roma, otra vez. Entonces fue nombrada jefa del grupo adulto de Forza Italia y sirvió en el correo hasta 2006. Ha sido miembro del Parlamento de la República Italiana desde el 2008.
Fue nombrada Ministra de Salud, en el gabinete dirigido por el primer ministro Enrico Letta el 28 de abril de 2013.
En noviembre de 2013, dejó El Pueblo de la Libertad y se unió a Nueva Centroderecha, dirigido por Angelino Alfano. Lorenzin continuó trabajando como Ministra de Salud en el gabinete formado por Matteo Renzi en febrero de 2014.